# Otley
Otley ist eine Kleinstadt im Metropolitan Borough City of Leeds der englischen Grafschaft West Yorkshire. Laut Volkszählung besaß Otley im Jahre 2001 insgesamt 14.124 Einwohner. Sie liegt am Fluss Wharfe und ist ca. acht Kilometer vom Flughafen Leeds/Bradford entfernt.

## Geschichte
Auf dem Gebiet der Stadt existierte bereits in der Antike eine Siedlung. Die erste bekannte Kirche in Otley wurde am Anfang des 7. Jahrhunderts gebaut. Seit über 1000 Jahren wird in Otley ein Markt abgehalten, derzeit zweimal pro Woche in der East Chevin Road.
Otley war unter anderem einer der Austragungsorte bei der Rugby-Union-Weltmeisterschaft 1991.

## Persönlichkeiten
In Otley wurde Thomas Chippendale geboren. John Wesley besuchte mehrmals die Stadt und erwähnte sie in einer Schrift aus dem Jahr 1761. William Turner lebte im Jahr 1797 in der Stadt, als er dort einen Auftrag erhielt. Otley ist die Geburtsstadt von Mike Tindall, der 2003 Rugbyweltmeister mit England wurde.
Der Schauspieler Julian Sands wurde in Otley geboren, ebenso der Politiker William Jackson, 1. Baron Allerton und der Rennfahrer Charlie Hollings.

## Städtepartnerschaften
Otley unterhält eine Städtepartnerschaft mit Montereau-Fault-Yonne in Frankreich.